# دراگان تومیچ
دراگان تومیچ (صربی: Драган Томић؛ زادهٔ ۹ دسامبر ۱۹۳۵ – درگذشتهٔ ۲۱ ژوئن ۲۰۲۲) یک سیاست‌مدار اهل یوگسلاوی بود. وی از ۲۳ ژوئیه ۱۹۹۷ تا ۲۹ دسامبر ۱۹۹۷ رئیس‌جمهور موقت صربستان بود.
دراگان تومیچ در ۲۱ ژوئن ۲۰۲۲، در سن ۸۶ سالگی درگذشت.